# 유초 은행

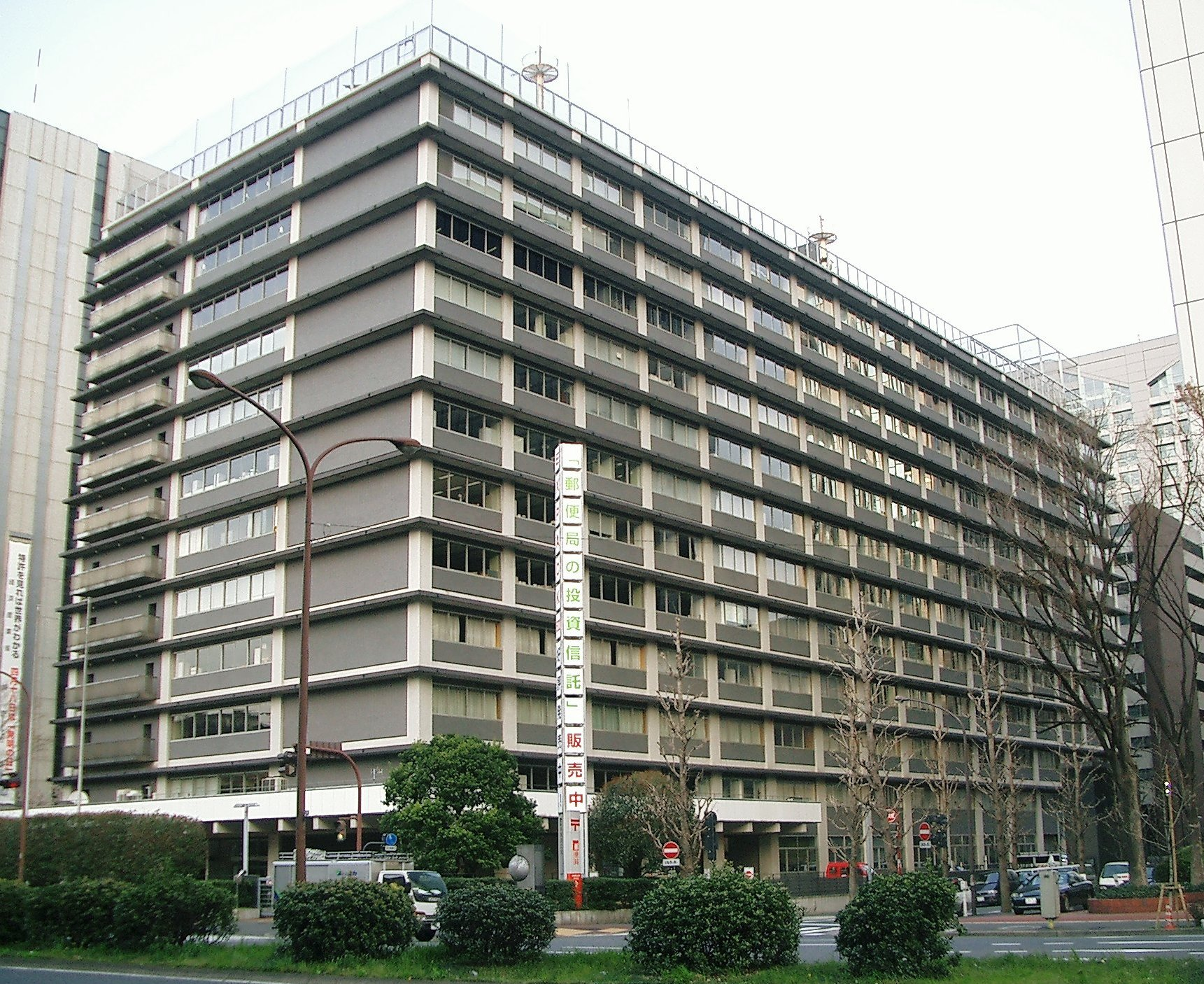
일본우정 본사(도쿄도 지요다구 가스미가세키 1초메). 유초 은행 본사가 함께 입주하고 있다.

유초 은행 본점이 입주하고 있는 JP 타워
(도쿄도 지요다구 마루노우치 2초메)

주식회사 유초 은행(일본어: 株式会社ゆうちょ銀行 유초긴코[*], 영어: Japan Post Bank Co., Ltd.)은 2005년 10월 21일에 공포된 우정민영화 관련 6개 법안에서 규정된 은행 업무를 담당하기 위하여 2006년 9월 1일에 설립된 일본의 은행이다. 보통 JP 유초 은행이라고 한다.

## 개요
2005년 우정민영화 관련 법안의 공포에 따라 민영화 준비회사가 되는 "주식회사 유초"가 2006년 9월 1일에 설립되었다. 이후 2007년 10월 1일 우정민영화가 시행되면서 사명을 주식회사 유초 은행으로 변경하여 기존의 일본우정공사에서 주로 우편저금 사업을 비롯한 예금 업무 등을 이관받고, 필요한 시설과 직원 등을 승계하였다.
기존에 우편저금이 취급해 온 상품과 각종 서비스가 명칭만 변경되어 유초 은행이 사실상 계승하고 있지만, 법적으로 유초 은행의 지위는 우편저금법 규정에 따른 "우편저금"이 아닌 시중 은행에 적용되는 은행법 규정에 따라 면허를 받은 은행으로 간주된다(우정민영화법 제98조 1항). 단 통화량의 계산에 있어서는 M2(일반 은행)에 포함되지 않는다.
일본우정그룹 소속이지만 일본우정 등과 같이 특별법에 따라 그 목적과 활동 범위 등이 제한된 특수법인은 아니다. 회사명 역시 우정민영화법에 관련 규정이 없지만, 법문에서는 설명을 위해 우편저금은행으로 표현하고 있다.
총 자산액으로는 기존에 일본 은행업계 최고액이었던 미쓰비시 UFJ 파이낸셜 그룹을 제치고, 일본 최대의 은행이 되었다. 또한 법적으로 시중 은행에는 포함되지 않지만, 미즈호 은행을 빼고 전국 47개 도도부현 모두 점포(지점, 출장소)가 있는 은행은 유초 은행뿐이다.
2011년 10월 27일에는 전국은행협회에 "특례 회원"으로 공식 가입했다.

### 주식
2006년 우정민영화 준비회사로서 설립되었을 당시부터 일본우정 주식회사의 자회사이다. 다만 간포 생명보험과 마찬가지로 일본우정이 보유한 유초 은행의 주식은 장래에 100% 민간에 매각하는 것으로 우정민영화법에 명기되어 있다.
당초 2005년에 공포된 우정민영화법에서는 2017년 9월 30일까지 모든 주식을 매각하는 것으로 규정했으나, 2009년 12월 민주당의 하토야마 유키오 내각이 우정민영화 재검토에 착수하면서 기존의 우정민영화법에서 "주식 매각 이행 기간(2007년 10월 1일부터 2017년 9월 30일까지)"을 삭제하고 대신 "경영 상황, 타 조항이 규정하는 책무의 이행에 대한 영향 등을 감안하면서 가능한 한 조기에 처분한다"로 개정이 이루어져 매각 시한이 사라졌다.
이후 2015년 11월 4일, 지주회사인 일본우정과 함께 도쿄 증권거래소 제1부에 상장되어 일본우정이 보유한 유초 은행 주식의 11%가 시장에 매각됐다.

### 점포망
일본우편 주식회사에 위탁하여 일본 내 2만 4천여 곳에 달하는 우체국에서 유초 은행의 창구 업무가 이뤄지고 있으며, 이들 창구는 유초 은행의 "대리점" 지위가 부여되어 있다.
일부 지역(주로 도시 지역)에는 직영점이 개설되어 유초 은행이 직접 관리, 운영하고 있다. 이 경우 일반적으로 우체국과는 독립된 공간에 지점이 개설되어 있지만, 우체국 건물 일부를 임대받아 운영하거나 반대로 유초 은행 건물에 우체국이 병설되어 있는 경우도 있다.
또한 우체국 내에 있는 현금 자동 입출금기(ATM) 역시 유초 은행 소유이다. 다만 ATM 기기는 일본우편(해당 우체국 직원)이 위탁 관리한다.

## 연혁
- 2006년 9월 1일 - 우정민영화 준비 회사로서 "주식회사 유초"가 설립.
- 2007년 10월 1일 - 사명을 "주식회사 유초 은행"으로 변경하여 영업 개시.
- 2008년 7월 22일 - 본점을 유센 빌딩으로 이전. 이에 따라 유초 은행 단독 점포가 3개 거점으로 증가.
- 2010년 4월 1일 - 구 일본우정공사 지사 단위에 설치되었던 통괄점의 총무부 및 영업기획부의 기능을 신설된 "에리어 본부"로 이관.
- 2011년 10월 27일 - 전국은행협회에 "특례 회원"으로 공식 가입.
- 2012년 7월 17일 - 본점을 JP 타워로 이전.
- 2015년 11월 4일 - 도쿄 증권거래소 제1부에 주식을 상장.
- 2016년 4월 4일 - 모회사인 일본우정이 훼미리마트와 업무 제휴를 체결하고 훼미리마트 일부 점포에만 설치되어 있던 유초 은행 ATM을 다른 점포에도 확대 설치하기로 방침을 결정.
- 2016년 6월 21일 - 사이타마 슈퍼 아레나에서 상장 후 첫 주주총회를 개최.

## 종합계좌 개설 방법(외국인 기준)
준비물: 재류카드, 도장
진행 순서
- 유초 은행 방문하여 계좌 개설 신청
- 은행에서 제공하는 서류 2장 작성 (데빗 카드, 캐시 카드 신청 가능)
- 재류카드 복사 및 도장 찍고 사인 하면 개설 완료
- 통장에 돈을 넣지 않아도 바로 지급 받을 수 있으며 카드는 서류에 작성한 거주 주소로 발송된다.(1~2주 정도 소요)

## 같이 보기
- 일본우정
- 일본의 우정민영화